# Jennifer Holliday (chanteuse)
Pour les articles homonymes, voir Jennifer Holliday et Holliday.
 (août 2015).
Si vous disposez d'ouvrages ou d'articles de référence ou si vous connaissez des sites web de qualité traitant du thème abordé ici, merci de compléter l'article en donnant les références utiles à sa vérifiabilité et en les liant à la section « Notes et références ».
Jennifer Holliday (née le 19 octobre 1960 à Houston au Texas) est une chanteuse américaine, gagnante d'un Tony Award. Elle a commencé sa carrière à Broadway dans des comédies musicales telles que Dreamgirls (1981-85) avant de devenir une chanteuse studio à succès. Elle est plus connue pour son premier single "And I'm Telling You I'm Not Going", le hit R&B/Pop issu de Dreamgirls pour lequel elle a gagné le Grammy Award de la meilleure prestation vocale R&B féminine en 1983.

## Biographie

### Carrière

#### L'actrice de Broadway
Jennifer Yvette Holliday a obtenu son premier grand rôle à Broadway à 19 ans en 1979 dans la comédie musicale Your Arms Too Short to Box with God (en). Sa performance lui a valu une nomination en 1981 pour un Drama Desk. Son rôle suivant fut le plus important de sa carrière et celui pour lequel elle sera la plus connue: le rôle de Effie Melody White dans la comédie musicale Dreamgirls qu'elle obtient à 21 ans. Elle interprétera ce rôle pendant près de 4 ans jusqu'en 1985. Sa performance fut acclamée par la critique notamment son interprétation de "And I'm Telling You I'm Not Going" à la fin de l'acte I.
Ce succès critique lui permit de remporter des récompenses prestigieuses telles que le Tony Award de La Meilleure Actrice dans une comédie musicale et un Grammy Award pour la version studio de "And I'm Telling You". Holliday a aussi travaillé pour la compagnie Sing, Mahalia, Sing en 1985. En 1998, elle est présente sur l'album My Favorite Broadway Ladies parmi "Les Reines de Broadway".

#### La chanteuse studio
Sa version de la chanson "And I Am Telling You I'm Not Going" a fait de Jennifer Holliday une star de Broadway et la propulsé au rang de star nationale. En 1982, une version pop de la chanson sort en single et devient très vite un succès. La chanson se classe numéro 1 du Billboard R&B chart et numéro 22 du Billboard Hot 100.  Son succès en tant que chanteuse studio s'est étendue tout au long de la décennie. Son single suivant "I Am Love" est lui aussi devenu un hit en 1983, d'autres suivront tels que Hard Time For Lovers" 
(1985), "No Frills Love" (1985), "Heart on the Line" (1987), "I'm on 
Your Side" (1991) et "A Woman's Got the Power" (2000). Ses singles continueront de se classer tout au long des années 1990 mais sans jamais atteindre le  succès de ceux sortis dans les années 1980. On peut aussi noter sa participation en tant que choriste dans le hit de Foreigner "I Want to Know What Love Is" sorti en 1985.

### Vie personnelle
Holliday a été mariée 2 fois. D'abord, en mars 1991, avec un pianiste nommé Billy Meadows qu'elle a rencontré 2 mois auparavant dans une discothèque. Ils divorcent 9 mois plus tard. Selon Holliday "ils ne se connaissaient pas assez". Puis elle se marie le 21 mars 1993 avec le Reverent . Andre Woods, un prédicateur connu  de Détroit. Mais ils divorcent en 1994, 4 mois après la mort de la mère de Jennifer. Elle déclara à ce sujet : "C'était comme faire l'expérience de 2 morts en même temps".
Elle vit depuis 2011 à Atlanta.

## Discographie
| Année | Titre                |
| ----- | -------------------- |
| 1983  | Feel My Soul         |
| 1985  | Say You Love Me      |
| 1987  | Get Close To My Love |
| 1991  | I'm on Your Side     |
| 1997  | On & On...           |
| 2011  | Goodness & Mercy     |
| 2014  | The Song Is You      |